# Hollywood Walk of Fame

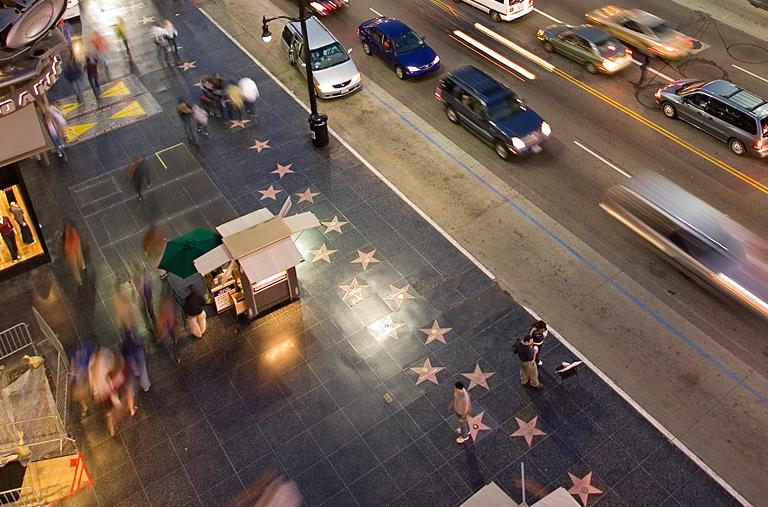
Hollywood Walk of Fame vor dem Dolby Theatre

Der Hollywood Walk of Fame ist ein Gehweg in Los Angeles. Er erstreckt sich über 15 Häuserblöcke zu beiden Seiten des Hollywood Boulevard, von der Gower Street im Osten zur La Brea Avenue im Westen. Darüber hinaus verläuft der Walk of Fame noch drei Blöcke in nordöstlicher Richtung entlang der Vine Street, beginnend am Sunset Boulevard im Süden, den Hollywood Boulevard querend bis hinauf zur Yucca Street. Auf diesen Abschnitten sind derzeit 2803 Sterne eingelassen (Stand: 7. März 2025), mit denen Prominente geehrt werden, die eine wichtige Rolle vor allem in der amerikanischen Unterhaltungsindustrie spielen.

## Kategorien und Ausstattung

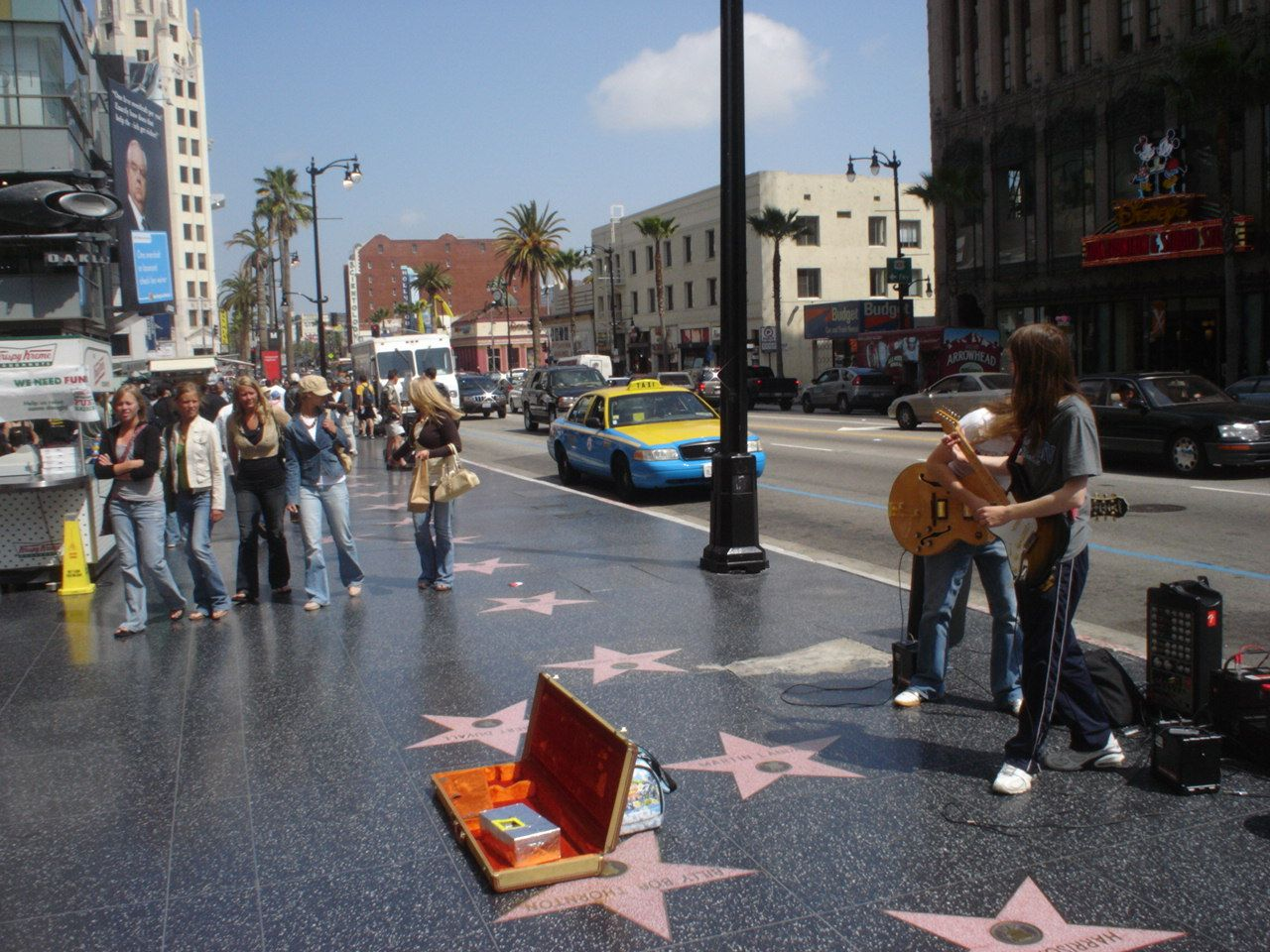
Hollywood Walk of Fame

Sterne auf dem Walk of Fame werden in sechs Kategorien mit entsprechendem Symbol vergeben. Vollständige Listen der Geehrten mit den Adressen der Sterne sind unter den folgenden Links zu finden:
 Kategorie Film

 Kategorie Fernsehen

 Kategorie Musik

 Kategorie Radio

 Kategorie Theater

 Kategorie Sport
Jeder Stern besteht aus altrosafarbenem Terrazzo. In dem Stein ist der Name des zu ehrenden Künstlers oder der zu ehrenden Gruppe eingelassen, außerdem in Messing das Symbol für die Kategorie, in der die Ehrung stattgefunden hat.
Drei Sterne gehören in keine der obigen Kategorien: Der erste Stern ist Tom Bradley, dem langjährigen Bürgermeister von Los Angeles, gewidmet (7000 Hollywood Blvd.), der zweite Stern wurde anlässlich des 50. Jubiläums des Vergnügungsparks an Disneyland vergeben (6834 Hollywood Blvd.), und der dritte Stern ehrt sieben im Dienst umgekommene Polizisten des LAPD (Kreuzung Hollywood Blvd./LaBrea Ave.).
Für die Ehrung der Besatzung der Mondlandefähre Apollo 11 in der Kategorie Fernsehen verwendete man anstelle eines Sterns eine komplette Terrazzo-Platte mit einer Bronzeplakette in Mondform (Ecke Hollywood Blvd./Vine St.).
Alle im Jubiläumsjahr 2010 verliehenen Sterne wurden zusätzlich mit einem Emblem zum 50-jährigen Bestehen des Walk of Fame verziert.

## Geschichte
Der Walk of Fame wurde 1957/58 durch die Handelskammer von Hollywood eingerichtet, um der Filmmetropole ein face-lifting zu geben. Aus Tausenden von Vorschlägen wählten vier Auswahlkomitees (je eines für die zunächst vier Kategorien motion pictures, television, recording und radio) insgesamt 1558 Künstler aus, denen als erste die Ehrung zuteilwerden sollte. Um der Öffentlichkeit einen Eindruck vom Aussehen des geplanten Walk of Fame zu geben, wurden bereits im August 1958 die Sterne für acht dieser Künstler (Olive Borden, Ronald Colman, Louise Fazenda, Preston Foster, Burt Lancaster, Edward Sedgwick, Ernest Torrence und Joanne Woodward) provisorisch an der Kreuzung des Hollywood Boulevard mit der Highland Avenue ausgestellt.
Mit dem ersten Spatenstich am 8. Februar 1960 begannen die Bauarbeiten für den Walk of Fame, der im November 1960 offiziell eingeweiht wurde; der erste in dem neuen Gehweg verlegte Stern war im März 1960 derjenige für Stanley Kramer. Der kalifornische Künstler Oliver Weismuller hatte 2.518 „leere“ Sterne zum Einbau in den Walk of Fame entworfen, von denen schon bis zum Frühjahr 1961 die ersten 1.558 vergeben und graviert wurden; individuelle Zeremonien gab es damals noch nicht. Danach dauerte es sieben Jahre, bis man sich auf die Auswahlmodalitäten für künftige Ehrungen verständigen konnte. Ab Dezember 1968 kamen bis 1975 weitere 99 Künstler hinzu, seither etwa 24 pro Jahr. 1978 erhob die Stadt Los Angeles den Walk of Fame zum städtischen Kulturdenkmal; 1984 kam die fünfte Kategorie live theatre hinzu. Als in den 1990er Jahren die Zweitausender-Marke an Sternen überschritten wurde (den 2000. Stern erhielt im Februar 1994 Sophia Loren), wurde der Walk of Fame auf seine heutige Größe erweitert.
Der bislang einzige in allen fünf Kategorien ausgezeichnete Künstler ist Gene Autry. Auf Wunsch von Muhammad Ali, der nicht wollte, dass „Leute auf dem Namen meines geliebten Propheten herumtrampeln, von dem mein Name stammt“, wurde sein Stern 2002 als bisher einziger nicht auf eine Gehwegplatte eingelassen, sondern befindet sich an der Fassade des Dolby Theatre.
Bisher wurden vier Sterne des Walk of Fame gestohlen. Drei davon – diejenigen für James Stewart und Kirk Douglas sowie einer der fünf Sterne für Gene Autry – verschwanden im Zuge von Bauarbeiten und wurden durch Kopien ersetzt, bevor man die Originale später sicherstellen konnte. Im November 2005 entwendeten bislang unbekannte Diebe den Stern für Gregory Peck, der alsbald ebenfalls durch eine Zweitanfertigung ersetzt wurde.
Nach dem Tod Michael Jacksons 2009 versammelten sich Trauernde versehentlich am Stern des gleichnamigen Radiomoderators, weil der Stern des Sängers gerade wegen einer Filmpremiere im Grauman’s Chinese Theatre mit einem roten Teppich zugedeckt war.
Bei der Herstellung des Sterns für Julia Louis-Dreyfus im Mai 2010 wurde deren Nachname falsch geschrieben (Julia Luis Dreyfus). Der fehlerhafte Teil wurde noch vor der Zeremonie ausgewechselt. Eine derartige Panne passierte zum letzten Mal 17 Jahre zuvor bei dem Stern für Schauspieler Dick Van Dyke (Dick Vandyke).
Am 1. November 2010 wurden mit Bruce Dern, Diane Ladd und ihrer gemeinsamen Tochter Laura Dern erstmals drei Mitglieder derselben Familie in einer gemeinsamen Zeremonie mit je einem Stern ausgezeichnet.
Der Stern für Bernardo Bertolucci wurde zwar bereits am 19. Februar 2008 angebracht, offiziell jedoch erst am 20. November 2013 in Anwesenheit des zuvor krankheitsbedingt verhinderten Filmregisseurs eingeweiht, und wird daher offiziell nach diesem Einweihungsdatum als 2513. Stern geführt.

## Aufnahmebedingungen
Die offiziellen Auswahlkriterien umfassen drei Punkte:
- berufliche Errungenschaften („professional achievement“) in der jeweiligen Sternekategorie,
- mindestens fünfjährige dauerhafte Präsenz im Showbusiness („longevity of five years in the field of Entertainment“)
- gemeinnützige Beiträge („contributions to the community“).

Neben einem positiven Gutachten muss jeder Vorschlag ein Foto und einen knappen Lebenslauf der vorgeschlagenen Person enthalten. In der Bewerbung ist ein Sponsor zu nennen, der im Falle einer positiven Entscheidung für die Zahlung eines Betrags in Höhe von 50.000 US-Dollar (Stand 28. November 2022) an den Hollywood Historic Trust Sorge zu tragen hat. Dieser Betrag dient zur Deckung der Herstellungs- und Installationskosten des Sterns sowie der Unterhaltskosten des Walk of Fame. Sponsoren sind häufig die Filmstudios oder Produzenten der Stars, da sich die Verleihung eines Sterns auf dem Hollywood Walk of Fame in den Medien gut vermarkten lässt. Auch Fans dürfen Vorschläge einreichen, allerdings nur mit schriftlicher Zustimmung des Managements des jeweiligen Stars. Verstorbene Stars können erst fünf Jahre nach ihrem Tod vorgeschlagen werden.
Bewerbungsschluss ist jeweils der 31. Mai jedes Jahres; danach fällt das fünfköpfige Auswahlkomitee seine Entscheidungen. Diese müssen anschließend vom Direktorium der Handelskammer und vom Stadtrat von Los Angeles bestätigt werden, bevor sie offiziell bekanntgegeben werden. Abgelehnte Kandidaten werden automatisch im Folgejahr erneut in die Auswahl genommen; bei erneuter Ablehnung muss dann eine neue Bewerbung eingereicht werden. Im Schnitt gibt es etwa 200 bis 300 Bewerbungen pro Jahr, aus denen 20 bis 24 Stars ausgewählt werden. Den Bestimmungen zufolge muss die öffentliche Verleihungszeremonie innerhalb von fünf Jahren nach der Wahl in Anwesenheit der geehrten Person – bzw. bei Kunstfiguren oder posthumen Ehrungen im Beisein eines Repräsentanten – stattfinden.

## Auswahl geehrter Personen
Quelle: Star Directory, The Hollywood Chamber of Commerce
A
- Bud Abbott (3 Sterne)
- Paula Abdul
- Art Acord
- Roy Acuff
- Bryan Adams
- Stella Adler
- Renée Adorée
- Christina Aguilera
- Muhammad Ali
- Fred Allen (2 Sterne)
- Gracie Allen
- Steve Allen (2 Sterne)
- Tim Allen
- Herb Alpert
- Don Ameche (2 Sterne)
- America
- Broncho Billy Anderson
- Julie Andrews
- The Andrews Sisters
- Jennifer Aniston
- Paul Anka
- Ann-Margret
- Marc Anthony
- Christina Applegate
- Eve Arden (2 Sterne)
- Alan Arkin
- Louis Armstrong
- Neil Armstrong, Edwin Aldrin und
Michael Collins (Apollo 11)
- Gustav Elijah Åhr
- Desi Arnaz (2 Sterne)
- Eddy Arnold
- Jean Arthur
- Fred Astaire
- Gene Autry (5 Sterne)
- Lew Ayres (2 Sterne)

B
- Babyface (Kenneth Edmonds)
- Lauren Bacall
- Burt Bacharach
- Backstreet Boys
- Kevin Bacon
- Lloyd Bacon
- Jack Bailey (2 Sterne)
- Rick Baker
- Simon Baker
- Alec Baldwin
- Lucille Ball (2 Sterne)
- Anne Bancroft
- Antonio Banderas
- Tallulah Bankhead
- Javier Bardem
- Lynn Bari (2 Sterne)
- Bob Barker
- Drew Barrymore
- Ethel Barrymore
- John Barrymore
- Lionel Barrymore (2 Sterne)
- Count Basie
- Angela Bassett
- Beverly Bayne
- The Beach Boys
- The Beatles
- Bee Gees
- Harry Belafonte
- Donald P. Bellisario
- John Belushi
- William Bendix (2 Sterne)
- Annette Bening
- Constance Bennett
- Joan Bennett
- Tony Bennett
- Jack Benny (3 Sterne)
- Edgar Bergen (3 Sterne)
- Ingrid Bergman
- Milton Berle (2 Sterne)
- Irving Berlin
- Gene Barry
- Sarah Bernhardt
- Leonard Bernstein
- Jonas Brothers
- Halle Berry
- Chuck Berry
- Valerie Bertinelli
- Bernardo Bertolucci
- Charles Bickford (2 Sterne)
- Bibo
- Jack Black
- Cate Blanchett
- Orlando Bloom
- Andrea Bocelli
- Humphrey Bogart
- Ray Bolger (2 Sterne)
- Michael Bolton
- Pat Boone (2 Sterne)
- Ernest Borgnine
- Clara Bow
- David Bowie
- Charles Boyer (2 Sterne)
- Boyz II Men
- Eddie Bracken (2 Sterne)
- Ray Bradbury
- Eric Braeden
- Marlon Brando
- Richard Branson
- Walter Brennan
- George Brent (2 Sterne)
- Fanny Brice (2 Sterne)
- Beau Bridges
- Jeff Bridges
- Albert R. Broccoli
- Matthew Broderick
- James Brolin
- Charles Bronson
- Brooks & Dunn
- Garth Brooks
- Mel Brooks
- Richard Brooks
- Pierce Brosnan
- James Brown
- Vanessa Brown (2 Sterne)
- Dave Brubeck
- Jerry Bruckheimer
- Yul Brynner
- Michael Bublé
- Sandra Bullock
- Carol Burnett
- Bob Burns (2 Sterne)
- George Burns (3 Sterne)
- Raymond Burr
- LeVar Burton
- Richard Burton
- Tim Burton
- Francis X. Bushman
- Spring Byington (2 Sterne)

C
- Nicolas Cage
- James Cagney
- Rory Calhoun (2 Sterne)
- Maria Callas
- James Cameron
- Judy Canova (2 Sterne)
- Eddie Cantor (3 Sterne)
- Frank Capra
- Mariah Carey
- Leslie Caron
- Carpenters
- John Carradine
- David Carradine
- Leo Carrillo (2 Sterne)
- Jack Carson (2 Sterne)
- Johnny Carson
- Lynda Carter
- Enrico Caruso
- Johnny Cash
- Carmen Cavallaro
- Cedric the Entertainer
- Chaka Khan
- John Chambers
- Charles Champlin
- Jackie Chan
- Jeff Chandler
- Lon Chaney, Sr.
- Charles Chaplin
- Ray Charles
- Chevy Chase
- Ilka Chase (2 Sterne)
- Kristin Chenoweth
- Maurice Chevalier
- Chicago
- Al Christie
- Montgomery Clift
- Patsy Cline
- George Clinton
- Glenn Close
- Arthur Cohn
- Claudette Colbert
- Nat King Cole (2 Sterne)
- Phil Collins
- Joan Collins
- Ronald Colman (2 Sterne)
- Sean Combs
- Perry Como (2 Sterne)
- Bill Conti
- Tim Conway
- Jackie Coogan
- Sam Cooke
- Alice Cooper
- Gary Cooper
- David Copperfield
- Roger Corman
- Bill Cosby
- Lou Costello (3 Sterne)
- Kevin Costner
- Simon Cowell
- Courteney Cox
- Daniel Craig[13][14]
- Bryan Cranston
- Broderick Crawford (2 Sterne)
- Joan Crawford
- Bing Crosby (3 Sterne)
- Bob Crosby (2 Sterne)
- Russell Crowe
- Tom Cruise
- Celia Cruz
- Penélope Cruz
- Terry Crews
- Jon Cryer
- Billy Crystal
- Xavier Cugat (2 Sterne)
- George Cukor
- Macaulay Culkin
- Robert Cummings (2 Sterne)
- Kaley Cuoco
- Mike Curb
- Jamie Lee Curtis
- Tony Curtis
- John Cusack
- Miley Ray Cyrus

D
- Willem Dafoe
- Cass Daley (2 Sterne)
- Matt Damon
- Rodney Dangerfield
- Hal David
- Bette Davis (2 Sterne)
- Joan Davis (2 Sterne)
- Miles Davis
- Sammy Davis, Jr.
- Dennis Day (2 Sterne)
- Doris Day (2 Sterne)
- James Dean
- Yvonne De Carlo (2 Sterne)
- Ellen DeGeneres
- Dolores del Río
- Cecil B. DeMille (2 Sterne)
- John Denver
- Dr. Dre
- Johnny Depp
- Bruce Dern
- Laura Dern
- Destiny’s Child
- Andy Devine (2 Sterne)
- Danny DeVito
- Neil Diamond
- Cameron Diaz
- Angie Dickinson
- Vin Diesel
- Marlene Dietrich
- Céline Dion
- Walt Disney (2 Sterne)
- Roy O. Disney
- Plácido Domingo
- Fats Domino
- Richard Donner
- Lauren Shuler Donner
- James Doohan
- The Doors
- Kirk Douglas
- Melvyn Douglas (2 Sterne)
- Michael Douglas
- Paul Douglas (2 Sterne)
- Marie Dressler
- David Duchovny
- Olympia Dukakis
- Faye Dunaway
- James Dunn (2 Sterne)
- Irene Dunne
- Kirsten Dunst
- Duran Duran
- Jimmy Durante (2 Sterne)
- Deanna Durbin
- Charles Durning
- Robert Duvall
- Allan Dwan

E
- Earth, Wind and Fire
- Roger Ebert
- Buddy Ebsen
- Nelson Eddy (3 Sterne)
- Barbara Eden
- Thomas Alva Edison
- Blake Edwards
- Ralph Edwards (2 Sterne)
- Michael Eisner
- Zac Efron
- Duke Ellington
- Faye Emerson (2 Sterne)
- Giancarlo Esposito
- Erik Estrada
- Melissa Etheridge
- Dale Evans (2 Sterne)
- The Everly Brothers

F
- Douglas Fairbanks Sr.
- Douglas Fairbanks Jr. (3 Sterne)
- Peter Falk
- Chris Farley
- Geraldine Farrar (2 Sterne)
- Charles Farrell (2 Sterne)
- Farrah Fawcett
- Frank Fay (2 Sterne)
- Kevin Feige
- José Feliciano
- W. C. Fields (2 Sterne)
- Colin Firth
- Carrie Fisher
- Eddie Fisher (2 Sterne)
- Barry Fitzgerald (2 Sterne)
- Ella Fitzgerald
- Jon Favreau
- Fleetwood Mac
- Rhonda Fleming
- Errol Flynn (2 Sterne)
- Nina Foch (2 Sterne)
- John Fogerty
- Red Foley (2 Sterne)
- Henry Fonda
- Glenn Ford
- Harrison Ford
- Harrison Ford
- John Ford
- Tennessee Ernie Ford (3 Sterne)
- David Foster
- Michael J. Fox
- Jamie Foxx
- Arlene Francis (2 Sterne)
- James Franco
- Aretha Franklin
- Morgan Freeman
- Lefty Frizzell
- Jane Froman (3 Sterne)
- Simon Fuller
- The Funk Brothers
- Betty Furness (2 Sterne)

G
- Clark Gable
- Zsa Zsa Gabor
- Greta Garbo
- Ava Gardner
- Ed Gardner (2 Sterne)
- Judy Garland
- James Garner
- Jennifer Garner
- Dave Garroway (2 Sterne)
- Greer Garson
- Lucho Gatica
- Marvin Gaye
- Crystal Gayle
- George Gershwin
- Billy Gilbert
- Melissa Gilbert
- Vince Gill
- Dizzy Gillespie
- Lillian Gish
- Jackie Gleason (2 Sterne)
- Danny Glover
- Arthur Godfrey (3 Sterne)
- The Go-Go’s
- Whoopi Goldberg
- Jeff Goldblum
- Samuel Goldwyn
- Pedro Gonzalez Gonzalez
- Benny Goodman
- Betty Grable
- Billy Graham
- Kelsey Grammer
- Cary Grant
- Peter Graves
- Alfred E. Green
- Lorne Greene
- Joel Grey
- Ewan McGregor
- Andy Griffith
- D. W. Griffith
- Matt Groening
- Alec Guinness
- Steve Guttenberg
- Edmund Gwenn
- Giancarlo Giannini

H
- Larry Hagman
- Barbara Hale
- Bill Haley
- Mark Hamill
- George Hamilton
- Lionel Hampton
- Herbie Hancock
- Tom Hanks
- Hanna-Barbera
- Ann Harding (2 Sterne)
- Cedric Hardwicke (2 Sterne)
- Oliver Hardy
- Mariska Hargitay
- Jean Harlow
- Mark Harmon
- Phil Harris (2 Sterne)
- George Harrison
- Neil Patrick Harris
- Rex Harrison (2 Sterne)
- Steve Harvey
- Kevin Hart
- Ray Harryhausen
- David Hasselhoff
- Signe Hasso
- Anne Hathaway
- June Havoc (2 Sterne)
- Howard Hawks
- George Hicks
- Goldie Hawn
- George Hayes (2 Sterne)
- Helen Hayes (2 Sterne)
- Dick Haymes (2 Sterne)
- Louis Hayward (2 Sterne)
- Susan Hayward
- Jerry Herman
- Rita Hayworth
- Chick Hearn
- Patricia Heaton
- Van Heflin (2 Sterne)
- Hugh Hefner
- Horace Heidt (2 Sterne)
- Jascha Heifetz
- Marg Helgenberger
- Chris Hemsworth
- Jimi Hendrix
- Paul Henreid (2 Sterne)
- Audrey Hepburn
- Katharine Hepburn
- Pee-Wee Herman
- Jean Hersholt (2 Sterne)
- Charlton Heston
- Alfred Hitchcock (2 Sterne)
- William Holden
- Billie Holiday
- Buddy Holly
- Celeste Holm (2 Sterne)
- Burton Holmes
- James Hong
- Bob Hope (4 Sterne)
- Dolores Hope
- Anthony Hopkins
- Miriam Hopkins (2 Sterne)
- Dennis Hopper
- Lena Horne (2 Sterne)
- Vladimir Horowitz
- Harry Houdini
- Jennifer Hudson
- Rock Hudson
- Felicity Huffman
- Warren Hull (2 Sterne)
- Holly Hunter
- Kim Hunter (2 Sterne)
- Gale Anne Hurd
- Anjelica Huston
- John Huston

I
- Billy Idol
- Julio Iglesias
- Thomas Harper Ince
- Rex Ingram
- Jill Ireland
- John Ireland
- Steve Irwin

J
- Hugh Jackman
- Alan Jackson
- Curtis „50 Cent“ Jackson
- The Jackson Five
- Janet Jackson
- Mahalia Jackson
- Michael Jackson
- O’Shea Jackson
- Peter Jackson
- Samuel L. Jackson
- Etta James
- Jane’s Addiction
- Emil Jannings
- David Janssen
- Al Jarreau
- Maurice Jarre
- Billy Joel
- Ken Jeong
- Scarlett Johansson
- Elton John
- Ben Johnson
- Don Johnson
- Dwayne Johnson
- Magic Johnson
- Al Jolson (3 Sterne)
- Jennifer Jones
- Quincy Jones
- Shirley Jones
- Spike Jones (2 Sterne)
- Tom Jones
- Janis Joplin
- Louis Jourdan (2 Sterne)
- Journey
- Michael Bakari Jordan

K
- Boris Karloff (2 Sterne)
- Danny Kaye (3 Sterne)
- Sammy Kaye (3 Sterne)
- Elia Kazan
- Buster Keaton (2 Sterne)
- Brian Keith
- DeForest Kelley
- Gene Kelly
- Grace Kelly
- Arthur Kennedy (2 Sterne)
- Deborah Kerr
- Nicole Kidman
- Dorothy Kilgallen
- Jimmy Kimmel
- B. B. King
- Carole King
- Larry King
- Ben Kingsley
- KISS
- Kevin Kline
- Heidi Klum
- Walter Koenig
- Ernie Kovacs
- Dave Koz
- Lenny Kravitz
- Fritz Kreisler
- Otto Kruger (2 Sterne)
- Kay Kyser (2 Sterne)

L
- Patti LaBelle
- Alan Ladd
- Alan Ladd Jr.
- Diane Ladd
- Carl Laemmle
- Frankie Laine (2 Sterne)
- Alice Lake
- Veronica Lake
- Jack LaLanne
- Guy Laliberté
- Hedy Lamarr
- Dorothy Lamour (2 Sterne)
- Burt Lancaster
- Martin Landau
- Michael Landon
- Arthur Lake
- Fritz Lang
- Frances Langford (2 Sterne)
- Lang Lang
- John Langley
- Angela Lansbury (2 Sterne)
- Mario Lanza (2 Sterne)
- John Lasseter
- Queen Latifah
- Charles Laughton
- Stan Laurel und Oliver Hardy
- Stan Laurel
- Avril Lavigne
- Anna Lee
- Bruce Lee
- Stan Lee
- Lotte Lehmann
- Jerry Leiber und Mike Stoller
- Janet Leigh
- Vivien Leigh
- Jack Lemmon
- John Lennon
- Jay Leno
- Eugene Levy
- Jerry Lewis (2 Sterne)
- Jerry Lee Lewis
- Liberace (2 Sterne)
- Kate Linder
- Art Linkletter (2 Sterne)
- Laura Linney
- Ray Liotta
- Little Richard
- Harold Lloyd
- Gene Lockhart (2 Sterne)
- June Lockhart (2 Sterne)
- Marcus Loew
- Ludacris
- Gina Lollobrigida
- Carole Lombard
- Guy Lombardo (3 Sterne)
- Eva Longoria
- Israel „Cachao“ López
- Jennifer Lopez
- Sophia Loren
- Chuck Lorre
- Peter Lorre
- Julia Louis-Dreyfus
- Edmund Lowe (2 Sterne)
- Myrna Loy
- Ernst Lubitsch
- Allen Ludden
- Bela Lugosi
- Brüder Lumière
- Ida Lupino (2 Sterne)
- Jane Lynch
- Diana Lynn (2 Sterne)

M
- Ralph Macchio
- Seth MacFarlane
- Jeanette MacDonald (2 Sterne)
- Shirley MacLaine
- William H. Macy
- Guy Madison (2 Sterne)
- Anna Magnani
- Bill Maher
- Henry Mancini
- Howie Mandel
- Jayne Mansfield
- Joe Mantegna
- Hal March (2 Sterne)
- Bob Marley
- Dean Martin (3 Sterne)
- Mary Martin (2 Sterne)
- Ricky Martin
- Tony Martin (3 Sterne)
- Groucho Marx (2 Sterne)
- James Mason
- Raymond Massey (2 Sterne)
- Marlee Matlin
- Walter Matthau
- Victor Mature
- Louis B. Mayer
- Paul Mazursky
- Mercedes McCambridge (2 Sterne)
- Melissa McCarthy
- Paul McCartney
- Matthew McConaughey
- Eric McCormack
- Joel McCrea (2 Sterne)
- Hattie McDaniel (2 Sterne)
- Malcolm McDowell
- George McFarland
- Ewan McGregor
- Vince McMahon
- Steve McQueen
- Anne Meara und Jerry Stiller
- Zubin Mehta
- Meiklejohn (2 Sterne)
- Lauritz Melchior
- James Melton (2 Sterne)
- Alan Menken
- Yehudi Menuhin
- Johnny Mercer
- Ethel Merman (2 Sterne)
- Lorne Michaels
- Oscar Micheaux
- Don McLean
- Bette Midler
- Ray Milland (2 Sterne)
- Glenn Miller
- Liza Minnelli
- Vincente Minnelli
- The Miracles
- Carmen Miranda
- Helen Mirren
- Guy Mitchell
- Thomas Mitchell (2 Sterne)
- Robert Mitchum
- Marilyn Monroe
- Vaughn Monroe (2 Sterne)
- Elizabeth Montgomery
- Robert Montgomery (2 Sterne)
- Art Mooney
- Clayton Moore – The Lone Ranger
- Dudley Moore
- Gary Moore (2 Sterne)
- Julianne Moore
- Mandy Moore
- Mary Tyler Moore
- Owen Moore
- Roger Moore
- Frank Morgan (2 Sterne)
- Jane Morgan
- Ennio Morricone
- Doug Morris
- Garrett Morris
- Mötley Crüe
- The Munchkins
- Audie Murphy
- Eddie Murphy
- George Murphy
- Ryan Murphy
- Anne Murray
- Edward R. Murrow
- Mike Myers

N
- Conrad Nagel (3 Sterne)
- Stu Nahan
- Niecy Nash
- Pola Negri
- Marshall Neilan
- Barry Nelson
- Ricky Nelson
- John Nesbitt (2 Sterne)
- Mace Neufeld
- Alfred Newman
- Paul Newman
- Randy Newman
- Olivia Newton-John
- Fred Niblo
- Nichelle Nichols
- Jack Nicholson
- Leslie Nielsen
- Anna Q. Nilsson
- Leonard Nimoy
- David Niven (2 Sterne)
- Nick Nolte
- Chuck Norris
- Kim Novak
- Ramón Novarro

O
- Edmond O’Brien (2 Sterne)
- Margaret O’Brien (2 Sterne)
- Pat O’Brien (2 Sterne)
- Donald O’Connor (2 Sterne)
- Bob Odenkirk
- Mehmet Oz
- George O’Hanlon
- Laurence Olivier
- Mary-Kate und Ashley Olsen
- Ed O’Neill
- Roy Orbison
- Kenny Ortega
- Ozzy Osbourne
- Maureen O’Sullivan
- Chris O’Donnell

P
- P!nk
- Ignacy Jan Paderewski
- Anita Page
- Lilli Palmer
- Gwyneth Paltrow
- Jim Parsons
- Louella Parsons (2 Sterne)
- Dolly Parton
- Mandy Patinkin
- John Payne (2 Sterne)
- Harold Peary (2 Sterne)
- Gregory Peck
- Penn & Teller
- Pentatonix
- George Peppard
- Anthony Perkins (2 Sterne)
- Tom Petty & the Heartbreakers
- Jon Peters
- William Petersen
- Michelle Pfeiffer
- Jack Pickford
- Mary Pickford
- Walter Pidgeon
- Suzanne Pleshette
- Sidney Poitier
- Snub Pollard
- Cole Porter
- Dick Powell (3 Sterne)
- Eleanor Powell
- Jane Powell
- William Powell
- Tyrone Power
- Chris Pratt
- Otto Preminger
- Elvis Presley (2 Sterne)
- Marie Prevost
- Vincent Price (2 Sterne)
- Louis Prima
- Richard Pryor
- Tito Puente

Q
- Dennis Quaid
- Queen
- Anthony Quinn

R
- Daniel Radcliffe
- George Raft (2 Sterne)
- Luise Rainer
- Claude Rains
- The Rascal Flatts
- Basil Rathbone (3 Sterne)
- Martha Raye (2 Sterne)
- Gene Raymond (2 Sterne)
- Ronald Reagan
- Sumner Redstone
- Donna Reed
- Christopher Reeve
- Norman Reedus
- Keanu Reeves
- Carl Reiner
- Rob Reiner
- Lee Remick
- Jean Renoir
- Burt Reynolds
- Jody Reynolds
- Tim Rice
- Irene Rich (2 Sterne)
- Lionel Richie
- Tex Ritter
- Hal Roach
- Harold Robbins
- Marty Robbins
- Tim Robbins
- Doris Roberts
- Edward G. Robinson
- Smokey Robinson
- Chris Rock
- Gene Roddenberry
- Ginger Rogers
- Roy Rogers (3 Sterne)
- Wayne Rogers
- Will Rogers (2 Sterne)
- Cesar Romero (2 Sterne)
- Mickey Rooney (4 Sterne)
- Diana Ross
- Arthur Rubinstein
- Darius Rucker
- Paul Rudd
- Charles Ruggles (3 Sterne)
- RuPaul
- Rush
- Mark Ruffalo
- Harold Russell
- Jane Russell
- Kurt Russell
- Ann Rutherford (2 Sterne)
- Winona Ryder

S
- Sabu
- Katey Sagal
- Eva Marie Saint (2 Sterne)
- Pat Sajak
- Zoe Saldana
- George Sanders (2 Sterne)
- Adam Sandler
- Carlos Santana
- Susan Sarandon
- Telly Savalas
- Joseph Schildkraut
- Charles M. Schulz
- Sherwood Schwartz
- Stephen Schwartz
- Arnold Schwarzenegger
- Martin Scorsese
- Randolph Scott
- Kyra Sedgwick
- Tom Selleck
- David O. Selznick
- Rudolf Serkin
- Jane Seymour
- Shakira
- Tupac Shakur
- William Shatner
- Norma Shearer
- Martin Sheen
- Charlie Sheen
- Dinah Shore (3 Sterne)
- Sylvia Sidney
- Siegfried und Roy
- Sarah Silverman
- Frank Sinatra (3 Sterne)
- Nancy Sinatra
- Penny Singleton (2 Sterne)
- Red Skelton (2 Sterne)
- Slash
- Kate Smith (2 Sterne)
- Pete Smith
- Wesley Snipes
- Snoop Dogg
- Marco Antonio Solís
- Suzanne Somers
- Sonny & Cher
- Ann Sothern (2 Sterne)
- Sissy Spacek
- Kevin Spacey
- Britney Spears
- Aaron Spelling
- Steven Spielberg
- Jo Stafford (3 Sterne)
- Sylvester Stallone
- John Stamos
- Barbara Stanwyck
- Ringo Starr
- Mary Steenburgen
- Rod Steiger
- Max Steiner
- Isaac Stern
- Josef von Sternberg
- James Stewart
- Patrick Stewart
- Rod Stewart
- Jerry Stiller (gemeinsam mit Anne Meara)
- Sting
- Leopold Stokowski
- Oliver Stone
- Sharon Stone
- Gale Storm (4 Sterne)
- Igor Fjodorowitsch Strawinski
- Meryl Streep
- Barbra Streisand
- Erich von Stroheim
- Gloria Stuart
- Blake Shelton
- Barry Sullivan (2 Sterne)
- Ed Sullivan
- Donna Summer
- Donald Sutherland
- Kiefer Sutherland
- Gwen Stefani[15]
- Patrick Swayze
- Hilary Swank
- Gloria Swanson (2 Sterne)
- Loretta Swit

T
- George Takei
- Norma Talmadge
- Quentin Tarantino
- Elizabeth Taylor
- Robert Taylor
- Renata Tebaldi
- Shirley Temple
- The Temptations
- Thalía
- Charlize Theron
- Emma Thompson
- Billy Bob Thornton
- The Three Stooges
- Gene Tierney
- Thelma Todd
- Arturo Toscanini (2 Sterne)
- Maurice Tourneur
- Spencer Tracy
- John Travolta
- Donald Trump
- Lana Turner
- Ted Turner
- Tina Turner
- Lurene Tuttle (2 Sterne)
- Shania Twain
- Ice-T

U
- Carrie Underwood
- Usher

V
- Ritchie Valens
- Rudolph Valentino
- Virginia Valli
- Mamie Van Doren
- Rudy Vallée
- Dick Van Dyke
- Vera Vague (2 Sterne)
- Sarah Vaughan (2 Sterne)
- Robert Vaughn
- Vince Vaughn
- Sofía Vergara
- Victoria’s Secret Angels[16][17][18]
- Village People
- Gene Vincent

W
- Robert Wagner (2 Sterne)
- Mark Wahlberg
- Bruno Walter
- Barbara Walters
- Christoph Waltz
- Fred Waring (3 Sterne)
- Jack L. Warner
- Lew Wasserman
- Sam Waterston
- John Wayne
- Carl Weathers
- Dennis Weaver
- Sigourney Weaver
- Jack Webb (2 Sterne)
- Andrew Lloyd Webber
- Jerry Weintraub
- Johnny Weissmüller
- John Waters
- Raquel Welch
- Lawrence Welk (2 Sterne)
- Orson Welles (2 Sterne)
- John Wells
- Adam West
- Mae West
- The Westmore Family
- Haskell Wexler
- Forest Whitaker
- Barry White
- Betty White
- Vanna White
- Paul Whiteman (2 Sterne)
- Slim Whitman
- Richard Widmark
- Ming-Na Wen
- Cornel Wilde
- Billy Wilder
- Warren William
- Esther Williams
- Hank Williams
- Robin Williams
- Vanessa Williams
- Bruce Willis
- Ann und Nancy Wilson
- Charlie Wilson
- Marie Wilson (3 Sterne)
- Nancy Wilson
- Rita Wilson
- BeBe und CeCe Winans
- Paul Winchell (2 Sterne)
- Robert Wise
- Reese Witherspoon
- Dick Wolf
- Stevie Wonder
- Anna May Wong
- Natalie Wood
- Joanne Woodward
- Teresa Wright (2 Sterne)
- William Wyler
- Jane Wyman (2 Sterne)
- Ed Wynn (3 Sterne)

Y
- Weird Al Yankovic
- Alan Young
- Michael York
- Loretta Young (2 Sterne)
- Robert Young (3 Sterne)
- Roland Young (2 Sterne)

Z
- Darryl F. Zanuck
- Renée Zellweger
- Efrem Zimbalist, Jr.
- Harry von Zell
- Hans Zimmer
- Fred Zinnemann
- Adolph Zukor

Stern von Donald Trump
2007 erhielt Donald Trump seinen Stern für seine Fernsehsendungen. Der Stern wurde wiederholt beschädigt, zuletzt im Juli 2018 durch einen 24-Jährigen, der dafür wegen mutwilliger Beschädigung angeklagt wurde. Der Stadtrat von West Hollywood forderte im August 2018 die Entfernung des Sterns, da Trumps Verhalten gegenüber Frauen und Einwanderern sowie seine Ablehnung von Klimaschutz nicht mit den Werten dieser Region zu vereinbaren sei. Damit wird erstmals die Entfernung eines Sterns diskutiert.

## Geehrte Deutsche
Quelle: The Hollywood Chamber of Commerce
- William Dieterle (1960)
- Marlene Dietrich (1960)
- John Ericson (1960)
- Emil Jannings (1960)
- Kurt Kreuger (1960)
- Fritz Lang (1960)
- Lotte Lehmann (1960)
- Ernst Lubitsch (1960)
- Lilli Palmer (1960)
- Luise Rainer (1960)
- Henri René (1960)
- William Steinberg (1960)
- Frederick Stock (1960)
- Bruno Walter (1960)
- Siegfried und Roy (1999)
- Heidi Klum (als Teil der Victoria’s Secret Angels, 2007)[16][17][18]
- Eric Braeden (2007)
- Hans Zimmer (2010)
- Christoph Waltz (2014)

## Geehrte Österreicher
Quelle: The Hollywood Chamber of Commerce
- Vanessa Brown (1960)
- Paul Henreid (1960)
- Fritz Kreisler (1960)
- Hedy Lamarr (1960)
- Fritz Lang (1960)
- Peter Lorre (1960)
- Otto Preminger (1960)
- Joseph Schildkraut (1960)
- Max Steiner (1975)
- Josef von Sternberg (1960)
- Erich von Stroheim (1960)
- Billy Wilder (1960)
- Fred Zinnemann (1960)
- Ernestine Schumann-Heink (1969)
- Arnold Schwarzenegger (1987)
- Theodore Bikel (2005)
- Christoph Waltz (2014)
- Wolfgang Puck (2017)

## Geehrte Schweizer
Quelle: The Hollywood Chamber of Commerce
- Yehudi Menuhin (1960)
- Lilli Palmer (1960)
- Arthur Cohn (1992)

## Geehrte Puppen und Trickfiguren
Quelle: The Hollywood Chamber of Commerce
- Alvin und die Chipmunks (2019)
- Batman (2024)
- Big Bird (1994)
- Bugs Bunny (1985)
- Donald Duck (2004)
- Godzilla (2004)
- Kermit der Frosch (2002)
- Mickey Mouse (1978)
- Minnie Mouse (2018)
- The Muppets (2012)
- Rugrats (2001)
- Schneewittchen (1987)
- Shrek (2010)
- The Simpsons (2000)
- Snoopy (2015)
- Snow White (1987)
- Tinker Bell (2010)
- Winnie the Pooh (2006)
- Woody Woodpecker (1990)

## Geehrte Hunde
Quelle: The Hollywood Chamber of Commerce
- Lassie (1960)
- Rin Tin Tin (1960)
- Strongheart (1960)

## Ähnliche Ehrungsstätten
Chronologisch aufsteigend:
- Auf dem südlichsten Abschnitt des Broadway in New York City, wo im sogenannten Canyon of Heroes bereits seit 1886 Personen und Ereignisse mit Konfettiparaden geehrt werden, befinden sich etwa 200 rechteckige Granitplatten mit den Namen bislang durch eine Parade geehrter „Helden“.

- Vor dem Kino Grauman’s Chinese Theatre (6925 Hollywood Blvd.) und in dessen nächster Umgebung haben seit 1927 mehr als 200 Stars, zumeist Schauspieler, ihre Hand- und Schuhabdrücke sowie ihre Autogramme in Bodenplatten aus Beton hinterlassen; die Ersten, die diese Zeremonie vollzogen, waren Mary Pickford und Douglas Fairbanks senior. Außer der räumlichen Nähe haben diese Abdrücke keinen direkten Zusammenhang mit dem Walk of Fame.

- In Anlehnung an die Ehrungsstätte am Grauman’s existiert seit 1947 entlang der Plage de la Croisette vor dem Palais des Festivals et des Congrès in Cannes, dem Hauptveranstaltungsort der Internationalen Filmfestspiele von Cannes, eine wachsende Reihe von Bodenplatten mit den Handabdrücken und Namen verschiedener französischer und internationaler Stars.

- Von 1990 bis 2022 gab es im niederländischen Rotterdam ebenfalls ein Gegenstück dazu, das sich offiziell als Walk of Fame Europe bezeichnete.

- Auf der 1990 entstandenen sogenannten Straße der Sieger in Wien waren entlang der Mariahilfer Straße vor dem Generali-Center bis 2014 von 164 österreichischen und internationalen Sportgrößen die Hand- und Fußabdrücke verewigt. Im Zuge der Neugestaltung der Einkaufsstraße durch die Wiener Stadtregierung wurden diese jedoch entfernt und sind derzeit zwischengelagert.[20]

- In Magdeburg ehrt der Sports Walk of Fame seit 1997 Sportler und Trainer (seit 2021) mit Bezug zu Magdeburg.

- Auf dem Canada’s Walk of Fame in Toronto, Kanada werden seit 1998 Schauspieler und Filmproduzenten sowie Musiker, Athleten, Songwriter, Autoren, Komiker und Models mit Sternen geehrt.

- Mit dem am Olympiaturm in München gelegene Munich Olympic Walk of Stars (MOWOS) existiert seit Mai 2003 die erste Ehrungsstätte dieser Art in Bayern.[21][22][23]

- Seit April 2004 existiert die Avenue of Stars (AoS) in Hongkong zur Ehrung bekannter Persönlichkeit der Hongkonger Filmbranche an der Hafenpromenade am Victoria Harbour in Tsimshatsui, Kowloon nahe dem Museum of Art. Auf 440 Meter Länge befinden sich die Namen und Handabdrücke vorrangig Schauspieler und Persönlichkeiten der chinesischsprachigen Filmwelt. Einzelne Personen werden durch Skulpturen oder Statuen besonders hervorgehoben. Die Inschriften geben den Realnamen der Personen in chinesischer Schrift sowie die international gebräuchlichen Namen in lateinischen Buchstaben wieder.[24]

- Im Zentrum in der Fußgängerzone der Hansestadt Bremen verläuft unter dem Glasdach der 250 Meter langen Lloyd-Passage unter der inoffiziellen Name die Mall of Fame. Seit 2003 werden im Granitboden die Handabdrücke verschiedener Prominenter eingelassen, die einen Bezug zur Freien Hansestadt Bremen besitzen oder sich um die Stadt verdient gemacht haben. Die Geehrten drücken ihre Hände hierfür zunächst in Gips. Anschließend dienen diese Modelle als Vorlage für die Anfertigung einer knapp 50 Kilogramm schweren Bronze-Platte, auf welcher am Schluss auch die eingravierte Unterschrift der entsprechenden Person zu sehen ist. Die Idee wie auch der Name sollen an den Hollywood Walk of Fame in Los Angeles erinnern. Vorschläge für zu ehrende Personen können von den Bürgern mit schlüssiger Begründung eingereicht werden.

- In Wittmund gibt es seit dem Frühjahr 2005 die Hands of Fame. Dabei werden Handabdrücke der Prominenten sowie deren Autogramm in Ton gebrannt und im Pflaster der Fußgängerzone eingelassen.

- In Großbritannien wurde im August 2005 die Londoner Avenue of Stars (AoS) nach dem US-amerikanischen Vorbild des Hollywood Walk of Fame eröffnet.

- Der Fußballverein Borussia Dortmund verfügt seit 2009 mit dem BVB Walk of Fame über einen thematischen Gehweg, dessen Sterne wichtigen Meilensteinen der Vereinsgeschichte oder Persönlichkeiten des Vereins gewidmet sind.[25]

- In Berlin wurde im Februar 2010 am Potsdamer Platz der Boulevard der Stars ins Leben gerufen, auf dem nach dem Vorbild des Walk of Fame in Hollywood Künstler aus dem deutschsprachigen Film und Fernsehen mit einem Stern geehrt werden. Den ersten dortigen Stern erhielt Marlene Dietrich.

- Im israelischen Haifa gibt es die Film Star Avenue am Carmel Center mit eingelassenen Sternen und Namen auf dem Gehweg.

Beim oder im Theater an der Wien in Wien gibt es drei fünfzackige Gedenksterne für den frühen Theaterdirektor Schikaneder, und die Komponisten Mozart und Beethoven.